# Бугати
Бугати Отомобил е френски производител на луксозни и спортни автомобили, чиято производствена и проектантска база се намира в град Молсхайм, Елзас, Франция, в семейното имение Шато Сен Жан (на френски: Château Saint Jean). Понастоящем компанията влиза в състава на немския концерн Volkswagen AG. Bugatti е производител на най-бързия и скъп сериен автомобил в света (до 2013 г.) – Бугати Вейрон 16.4.

## Бугати (1909 – 1963)
През 1909 г. Еторе Бугати основава собствена компания. Той използва изоставен бояджийски цех в Молсайм, Елзас, Франция, за своята фабрика.
Бугати Тип 13 се появява през 1910 г. и на Гран при на Франция през 1911 г., управляван от френския състезател Ернст Фридрих, завършва втори, изпреварвайки по-мощни автомобили. След Първата световна война леко модифициран Type 13 печели купата за автомобили на Льо Ман през 1920 г. На базата на Type 13 са създадени моделите Бугати Тип 15, 17, 22 и 23, които се различават по различни дължини на шасито. Бугати Тип 22 с 16-клапанов двигател заема първите четири места в Гран При на Бреша през 1921 г., за което моделите Type 13, 15, 17, 22, 23, 27 с 16-клапанови двигатели получават прякора „Бреша“.
Бугати Тип 18, суперавтомобил за времето си, е представен през 1912 г. Двигателят с обем 100 к.с. може да ускори автомобила до 160 km/h. Общо са създадени 7 екземпляра.
През 1923 г. е създаден Бугати Тип 32, наречен „Tank“. Автомобилът изиграва пионерска роля по отношение на вниманието към аеродинамиката в дизайна на състезателни автомобили. Бугати Тип 35, представен през 1924 г., се превръща в един от най-успешните състезателни автомобили на своето време, с над 2000 победи. Type 35 и неговите модификации са спечелили Гран при на Испания, Франция, Германия, Монако, Чехословакия. Заема първо място в Targa Florio (състезание около Палермо, Сицилия) в продължение на пет години. Дизайнът на Бугати Тип 35 е първият, който включва решетка с форма на подкова, която се превръща в отличителен елемент на много от автомобилите на компанията. Автомобилът става „визитната картичка“ на компанията и се радва на успех сред заможните купувачи.
През 1926 г. се появява Бугати Тип 41 Роаял – това е един от най-луксозните и скъпи автомобили. Изработени са 6 екземпляра.
През 30-те години Еторе Бугати напуска управлението на компанията, неин ръководител става най-големият му син – Жан Бугати. От 1934 по 1939 г. в завода се произвеждат Бугати Тип 57, които е можело да се поръчват с различни варианти на кузова. С модификациите Type 57G Tank и Type 57C Tank са спечелени победи в 24 часа на Льо Ман: през 1937 г. от Жан Пиер Вимил и Робер Бенуа и през 1939 г. – от Жан Пиер Вимил и Пиер Вейрон. На 11 август 1939 г. Жан Бугати загива в автомобилна катастрофа.
След Втората световна война Еторе завежда дело, за да му върне правата върху предприятието, което френското правителство иска да експроприира, но след като умира през 1947 г., той така и не разбира, че съдът е удовлетворил иска му. Малко след смъртта му начело на компанията застава най-малкият му син, Ролан Бугати и през 1951 г. на автомобилното изложение в Париж е представен Бугати Тип 101, построен на базата на Бугати 57. През първата половина на 50-те години на миналия век автомобилът Бугати Тип 251 е разработен за участие в състезанието Формула 1, което участва само в едно състезание. По-късно, между 1957 и 1962 г., е разработена концепцията за състезателния автомобил Бугати Тип 252, който сега се намира в Музея на автомобилите в Мюлуз.
През 1963 г. Бугати е продадена на компанията Hispano-Suiza.

## Бугати Отомобили (1987 – 1995)
През 1987 г. правата върху марката Бугати, както и над 45 000 чертежи и проекти, са закупени от италианския предприемач Романо Артиоли, който основава Bugatti Automobili SpA. Компанията построява фабрика в италианската община Кампогалиано.
През 1990 г., на 63-тото автомобилно изложение в Торино е представена концепцията за двуместно купе Бугати ID 90 от ItalDesign, която е базирана на техническите чертежи на Бугати. Горната част на каросерията на автомобила е с удължена стъклена структура. Дизайнът на летите джанти напомня на Бугати Тип 41 Роаял.
В деня на стогодишнината на Еторе Бугати, 15 септември 1991 г., Бугати официално представя суперавтомобила Бугати EB 110 GT. С двигател с мощност 553 к.с. той развива скорост от 342 km/h. По-мощната версия, Бугати EB 110 SS, е представена през 1992 г. Мощността на двигателя на модификацията е увеличена на 611 к.с., а максималната скорост, която автомобилът развива, е 351 km/h.
Преди още проектът Бугати  EB 110 да се изплати, компанията започва подготовка за производството на седан от клас лукс, и през 1993 г. на женевския автосалон е представен разработеният от ItalDesign концептуален седан с четири врати Бугати  EB 112, готов за серийно производство. Към 1994 г. за Бугати Отомобили настъпват тежки времена и през септември 1995 г. компанията обявява банкрут заради дългове в размер на 125 млн. щ.д., за което спомагат спадът в световната икономика, конкуренцията и неудачни финансови сделки. По-късно самият Романо Артиоли поднася своята версия за разорението на неговата компания, което било настъпило в резултат от злонамерен саботаж от страна на конкуриращи автомобилни производители.

## Бугати (от 1998 г.)
През 1998 г. концернът Volkswagen, под ръководството на Фердинанд Пиех, придобива правата върху марката Бугати. Историческото имение Château St. Jean също е закупено и възстановено, за да стане централа на компанията. Историческата фабрика на Бугати междувременно е станала собственост на Snecma, така че Фолксваген построява нова фабрика до имението, която самите те наричат ателие. По-късно същата година концептуалният автомобил Bugatti EB 118 с две врати, четириместен купе, разработен от ItalDesign, е представен на автомобилното изложение в Париж. Последват още две концепции от същия ItalDesign: през 1999 г., на автомобилното изложение в Женева, е представен концептуален автомобил на седана Bugatti EB 218 с четири врати, който е разработката на концепцията Бугати EB 112; и на автомобилното изложение във Франкфурт през септември 1999 г. е представена концепцията за суперавтомобила Бугати 18/3 Chiron.
През октомври 1999 г. на автомобилното изложение в Токио е представена концепция с 18-цилиндров двигател Бугати 18/4 Вейрон, разработена от Volkswagen. През есента на 2000 г. е представена концепцията Бугати 16/4 Вейрон с 16-цилиндров двигател.
През 2001 г. Карл-Хайнц Нойман става президент на създадената компания Бугати Отомобил, а на автомобилното изложение в Женева е представен и Бугати 16.4 Вейрон с двигател 1001 к.с. Томас Бшер е назначен за главен изпълнителен директор от края на 2003 г.
Производството на хиперколата Бугати Вейрон започва през 2005 г. Произведени са общо 450 автомобила, като цената на някои от тях достига над 2 милиона евро. От 2007 г. президент на компанията е Франц-Йозеф Паефген. Година по-късно, през 2008 г., е представена модификация на Бугати Вейрон под формата на роудстър.
През 2010 г., на автомобилното изложение в Женева, компанията показва концептуален автомобил за луксозен седан с четири врати Бугати 16C Галибие, а по-късно същата година е представен и Бугати Вейрон Супер Спорт – модификация на Бугати Вейрон с увеличена мощност на двигателя, който влиза в Книгата на рекордите на Гинес като най-бърз сериен автомобил и все още държи тази титла. Волфганг Дюрхаймер е президент на Бугати от 2011 г. През пролетта на 2012 г. е представена модификация на „високоскоростния“ роудстър Бугати Вейрон под названието Гранд Спорт Витесе. През есента на 2012 г. за президент на компанията е назначен Волфганг Шрайбер.
През юни 2014 г. Волфганг Дюрхаймер е преназначен за президент на Бугати. Последният Бугати Вейрон е представен през пролетта на 2015 г., а през есента на същата година Бугати представя на франкфуртския автосалон шоу-кара Бугати Визион Гран Туризмо – „реалната“ версия на виртуалния хиперкар, измислен за компютърната игра Gran Turismo 6.
На автомобилното изложение в Женева през 2016 г. е представен Бугати Chiron – новият сериен хиперавтомобил на компанията, наследник на Бугати Вейрон. Бугати Chiron е оборудван с 8-литров W16 quad-turbo двигател, който произвежда 1500 к.с. и 1600 Nm. Той позволява развиването на 100 km/h за 2,4 s, 200 km/h за 6,1 s, 300 km/h за 13,1 s и 400 km/h за 32,6 s.
През януари 2018 г. Стефан Винкелман поема поста президент на компанията. В края на август Бугати Диво е представен на Пебъл Бийч Контест ъф Елеганс.
През август 2019 г. е представен моделът Бугати Чентодиечи.
На 6 юли 2021 г. германската компания Порше AG и хърватската Римач Отомобили обявяват създаването на съвместно предприятие, което ще контролира Бугати, което ще бъде прехвърлено на Фолксваген. Римач Отомобили ще получи контролен дял в него – 55%, а Porsche, който притежава 24% от хърватския производител, ще получи 45%.